# Pascual Tomás
Pascual Tomás Taengua (Valencia, 1898 - ibídem, 1972) fue un político y sindicalista socialista español. Obrero metalúrgico, afiliado desde joven a las Juventudes Socialistas, fue elegido diputado en las elecciones generales de 1936.
Pertenecía a la corriente "caballerista" del socialismo español. En 1930 fue elegido secretario general de la Federación Nacional Siderometalúrgica de la Unión General de Trabajadores y miembro del comité nacional del sindicato. En el XVII congreso de la UGT, en 1932, resultó elegido vocal de la comisión ejecutiva, en el marco del enfrentamiento entre los partidarios de Caballero y Besteiro acerca de la participación socialista en el gobierno de la República (defendida por Caballero y repudiada por Besteiro). Los resultados de las votaciones resultaron en una ejecutiva "integradora", pero al igual que Largo Caballero (elegido secretario general) y sus partidarios, Tomás no aceptó el nombramiento.
En el PSOE, formó parte de la comisión ejecutiva del partido entre 1931 (cuando fue elegido secretario de actas en el congreso extraordinario del PSOE celebrado en julio de dicho año) hasta su dimisión, junto con Largo Caballero y otros dos líderes caballeristas, Wenceslao Carrillo y Enrique de Francisco, en diciembre de 1935, en protesta por la aprobación por la ejecutiva de una resolución subordinando el grupo parlamentario socialista a lo dispuesto por la ejecutiva, controlada por los "prietistas", (si bien la dimisión no fue aceptada por la ejecutiva hasta mayo de 1936).
Tomás realizó importantes misiones para Largo Caballero durante la Guerra Civil. Las querellas entre las facciones caballerista y centrista del PSOE siguieron durante la contienda y, el 29 de septiembre de 1937, el grupo parlamentario socialista se reunió. A pesar del voto en contra de los caballeristas, entre los que se encontraba Tomás, se procedió a la destitución de la dirección del grupo, caballerista, que fue sustituida por una afín a la dirección del partido, en manos de los prietistas (de los 99 diputados que constituían el grupo al iniciar la guerra, unos treinta habían sido asesinados, permanecían desaparecidos o se habían pasado al PCE, con lo que la mayoría caballerista en el grupo parlamentario había desaparecido).
Exiliado al finalizar la contienda, fue secretario general de la UGT en el exilio entre 1944 y 1968 en Francia, dedicándose a reorganizar el movimiento sindicalista de clase, en especial en Europa y América. Se le consideró un hombre íntegro, de profundas convicciones, aunque enraizado en el pasado, lo que chocaba con las aspiraciones de los sindicalistas del interior, en especial en el País Vasco y Asturias. Consiguió regresar a España poco antes de su muerte.